# Carex sarawaketensis
Carex sarawaketensis är en halvgräsart som beskrevs av Georg Kükenthal. Carex sarawaketensis ingår i släktet starrar, och familjen halvgräs. Inga underarter finns listade i Catalogue of Life.